# はまぎり型巡視艇
はまぎり型巡視艇（はまぎりがたじゅんしてい、英語: Hamagiri-class patrol craft）は、海上保安庁の巡視艇の船級。区分上はPC型、公称船型は23メートル型。

## 設計
設計面では、昭和42年度計画のまつゆき型後期型（うみぎり型）をタイプシップとしたが、深さを少し増した。最大の変更点は船質で、タイプシップはアル骨木皮構造であったのに対し、本型は北方海域への配属を予定していたことから、流氷対策として、船体を高張力鋼製とした。
速力要求が緩和されたこともあり、1番艇の主機関は三菱12DH20MTKディーゼルエンジン（単機出力570馬力）とされ、最大速力は14ノットとなった。ただし2番艇では高速化が試みられて、原型艇と同じ池貝-ベンツMB820Dbを搭載して、最大速力は20.0ノットであった。また1番艇も後に同機種に換装し、速力は17.9ノットに向上した。
なお2番艇は、後に兵装を撤去した。

## 同型船一覧
まつゆき型は全艇が日立造船神奈川工場で建造されたのに対し、本型は墨田川造船で建造された。
| 計画年度 | #     | 船名     | 建造       | 竣工          | 解役         |
| -------- | ----- | -------- | ---------- | ------------- | ------------ |
| 昭和44年 | PC-48 | はまぎり | 墨田川造船 | 1970年3月19日 | 1993年3月3日 |
| 昭和45年 | PC-52 | はまなみ | 墨田川造船 | 1971年3月22日 | 1994年3月4日 |